# Ліберті Тауншип (округ Маккін, Пенсільванія)
Ліберті Тауншип (англ. Liberty Township) — селище (англ. township) в США, в окрузі Маккін штату Пенсільванія. Населення — 1607 осіб (2020).

## Демографія
Згідно з переписом 2010 року, у селищі мешкало 1612 осіб у 671 домогосподарстві у складі 481 родини. Було 879 помешкань
Расовий склад населення:
| - 98,8 % — білих - 0,2 % — корінних американців - 0,2 % — чорних або афроамериканців - 0,1 % — азіатів |

До двох чи більше рас належало 0,6 %. Частка іспаномовних становила 0,6 % від усіх жителів.
За віковим діапазоном населення розподілялося таким чином: 21,2 % — особи молодші 18 років, 62,1 % — особи у віці 18—64 років, 16,7 % — особи у віці 65 років та старші. Медіана віку мешканця становила 44,7 року. На 100 осіб жіночої статі у селищі припадало 103,3 чоловіків;  на 100 жінок у віці від 18 років та старших — 102,9 чоловіків також старших 18 років.
Середній дохід на одне домашнє господарство  становив 54 585 доларів США (медіана — 42 610), а середній дохід на одну сім'ю — 61 218 доларів (медіана — 47 865). Медіана доходів становила 41 563 долари для чоловіків та 35 446 доларів для жінок. За межею бідності перебувало 14,3 % осіб, у тому числі 26,8 % дітей у віці до 18 років та 9,9 % осіб у віці 65 років та старших.
Цивільне працевлаштоване населення становило 689 осіб. Основні галузі зайнятості: освіта, охорона здоров'я та соціальна допомога — 26,3 %, виробництво — 25,7 %, роздрібна торгівля — 10,7 %, сільське господарство, лісництво, риболовля — 9,4 %.